# Ozola bradleyi
Ozola bradleyi là một loài bướm đêm trong họ Geometridae.